# Ermida de Santo António (Castro Marim)
A Ermida de Santo António, igualmente conhecida como Igreja de Santo António, é um edifício religioso, junto à localidade de Castro Marim, no Distrito de Faro, em Portugal.

## Descrição
O edifício está situado no interior do Forte de Santo António de Castro Marim, junto à localidade de Castro Marim. Apresenta uma planta longitudinal, com uma sacristia e uma sala polivalente anexas. No interior, destaca-se o retábulo, com sete tábuas retratando milagres de Santo António.